# Safareigs i font del Batlle
Safareigs i font del Batlle és un conjunt de Falset (Priorat) inclòs a l'Inventari del Patrimoni Arquitectònic de Catalunya.

## Descripció
Conjunt format per una font amb dues aixetes de raig continu que donen aigua a tres bassiols, dos dels quals constitueixen els safareigs, de planta rectangular i vores de pedra, coberts per teulades de fibrociment a un vessant que aboquen directament sobre el safareig principal. El conjunt queda encerclat per les parets posteriors de les cases dels carrers de Davall (amb accés directe) i de Baix (amb accés per perxe i escales sota can Magrinyà).

## Història
El safareig fou construït a finals del segle xix. Ha patit diverses modificacions al llarg del temps.